# Mistrzostwa Wielkiej Brytanii Strongman 2008
Mistrzostwa Wielkiej Brytanii Strongman 2008 – (Britain’s Strongest Man) doroczne, indywidualne zawody brytyjskich siłaczy.
Data: 11, 12 czerwca 2008 r.

Miejscowość: Minehead  Anglia

WYNIKI ZAWODÓW:
| Miejsce | Zawodnik                 | Punkty |
| ------- | ------------------------ | ------ |
| 1.      | Jimmy Marku Anglia       | 40,5   |
| 2.      | Terry Hollands Anglia    | 35     |
| 3.      | Mark Felix Anglia        | 34,5   |
| 4.      | Laurence Shahlaei Anglia | 33,5   |
| 5.      | Mark Westaby Anglia      | 24     |
| 6.      | Oli Thompson Anglia      | 21     |
| 7.      | Eddy Ellwood Anglia      | 10     |
| 8.      | Darren Sadler Anglia     | 8,5    |